# هيلغا توماس
هيلغا توماس (بالسويدية: Helga Thomas)‏ هي ممثلة سويدية، ولدت في 8 يوليو 1891 بمقاطعة فسترنورلاند في السويد، وتوفيت في 6 يوليو 1988 بستوكهولم في السويد.

## وصلات خارجية
- هيلغا توماس على موقع IMDb (الإنجليزية)
- هيلغا توماس على موقع قاعدة بيانات الأفلام السويدية (السويدية)
- هيلغا توماس على موقع قاعدة بيانات الفيلم (الإنجليزية)